# Лога (Нешвиц)

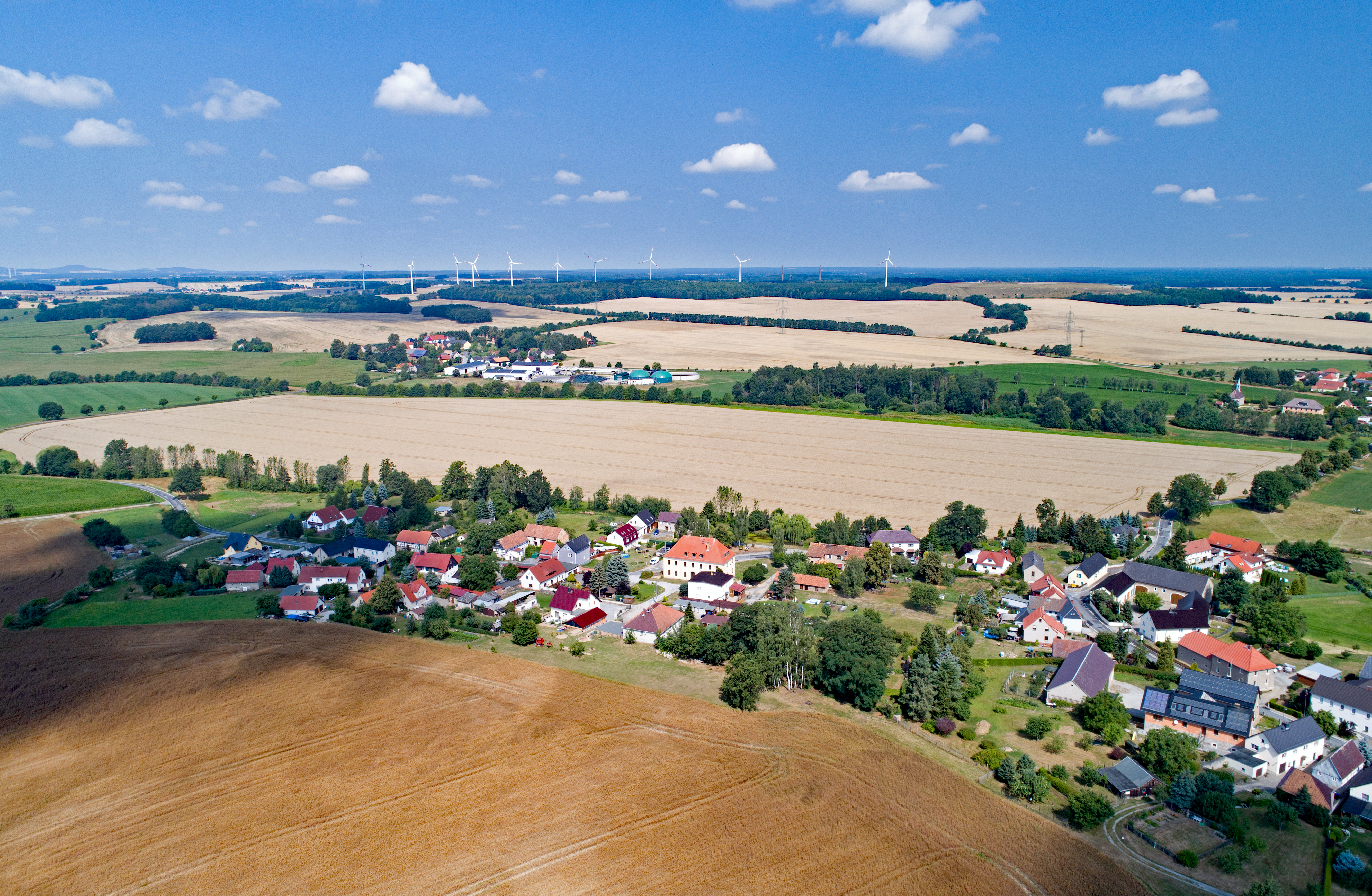

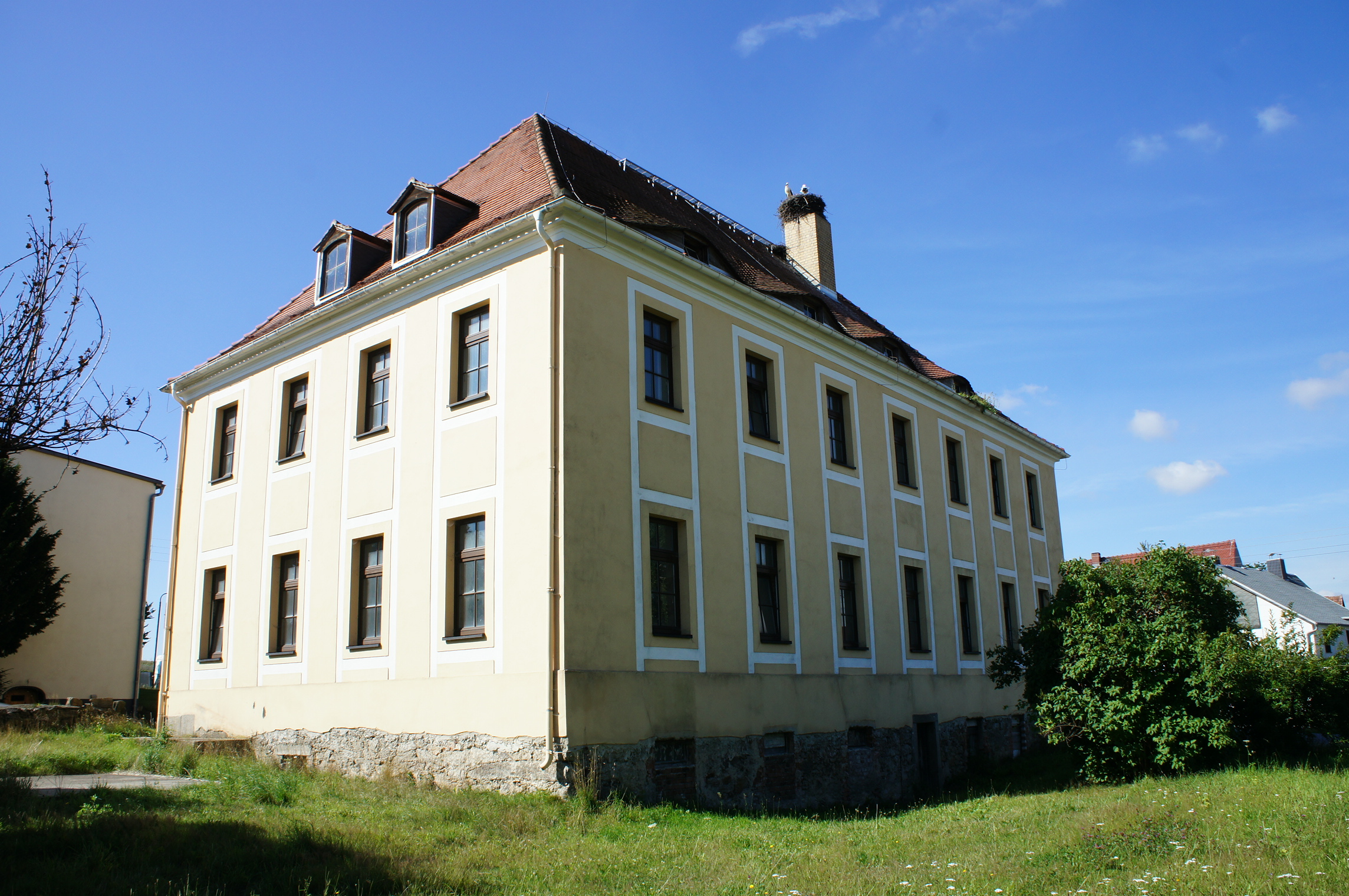
Усадьба, XVIII век

Ло́га или Ла́гов (нем. Loga; в.-луж. Łahowо файле) — деревня в Верхней Лужице, Германия. Входит в состав коммуны Нешвиц района Баутцен в земле Саксония. Подчиняется административному округу Дрезден.

## География
Деревня связана с автомобильной дорогой 107 (Гёда — Радибор). Находится около 9 километров на северо-запад от Будишина. Граничит на север с деревней Зареч, на востоке — с деревней Милкецы коммуны Радибор, на юго-востоке — с деревней Строжищо коммуны Радибор, на юго-западе — с деревней Гаслов и на северо-западе — с деревней Банецы. Юго-востоке деревни протекает река Шварцвассер (Чорница). В направлении в сторону деревни Смохчицы (сегодня входит в городскую черту Баутцена) находится холм Roter Berg.

## История
Впервые упоминается в 1226 году под наименованием burcwardum Lagowe.
До 1936 года деревня имела самостоятельный статус сельской коммуны. С 1936 по 1993 года входила в состав коммуны Зарич. С 1993 года входит в состав современной коммуны Нешвиц.
В настоящее время деревня входит в состав культурно-территориальной автономии «Лужицкая поселенческая область», на территории которой действуют законодательные акты земель Саксонии и Бранденбурга, содействующие сохранению лужицких языков и культуры лужичан.

## Население
Официальным языком в населённом пункте, помимо немецкого, является также верхнелужицкий язык.
Согласно статистическому сочинению «Dodawki k statisticy a etnografiji łužickich Serbow» Арношта Муки в 1884 году проживало 171 человек (из них — 142 серболужичанина (83 %) и 29 немцев).
| 1834 | 1871 | 1890 | 1910 | 1925 | 2016 |
| ---- | ---- | ---- | ---- | ---- | ---- |
| 132  | 180  | 167  | 184  | 190  | 125  |

## Достопримечательности
Памятники культуры земли Саксония
- Усадьба, 1730 год (№ 09253304).
- Памятник погибшим в Первой мировой войне, 1919 год (№ 09252281)
- Wohnstallhaus, дом 2, первая половина XIX века (№ 09253305)
- Wohnstallhaus, дом 10, 1800 год (№ 09252280)
- Wohnstallhaus, дом 16, 1800 год (№ 09253302)
- Wohnstallhaus, дом 17, 1800 год (№ 09253301)